# Verwaltungsgemeinschaft Maitenbeth
Die Verwaltungsgemeinschaft Maitenbeth liegt im oberbayerischen Landkreis Mühldorf am Inn und wird von folgenden Gemeinden gebildet:
1. Maitenbeth, 2080 Einwohner, 30,94 km²
2. Rechtmehring, 2078 Einwohner, 24,39 km²

Sitz der Verwaltungsgemeinschaft ist Maitenbeth.
Seit 1. Mai 1978 gehörten beide Gemeinden zu der am 31. Dezember 1979 aufgelösten Verwaltungsgemeinschaft Haag i. OB. Die Verwaltungsgemeinschaft Maitenbeth wurde zum 1. Januar 1980 gebildet.